# دايفيد كينيدي (ممثل)
دايفيد كينيدي (بالإنجليزية: David Kennedy)‏ هو ممثل بريطاني، ولد في 1964 في المملكة المتحدة.

## أعمال

### أفلام
- (1997) العنصر الخامس[1][2][3][4]

## وصلات خارجية
- دايفيد كينيدي على موقع IMDb (الإنجليزية)
- دايفيد كينيدي على موقع قاعدة بيانات الفيلم (الإنجليزية)